# Musée Tōbu
Le musée Tōbu (東武博物館, Tōbu Hakubutsukan) est un musée ferroviaire situé à Sumida, Tokyo, au Japon. Inauguré en mai 1989, il est géré par la Tōbu Railway Co., Ltd.

## Machines exposées
- Locomotive à vapeur classe B1 - n°5 (construite en 1898 par Beyer-Peacock)[2].
- Locomotive à vapeur classe B1  - n°6 (construite en 1898 par Beyer-Peacock)[2].
- Locomotive électrique classe ED101 - n°101 (plus tard classe ED4000 n°ED4001, construite en 1930, en provenance de la compagnie Ohmi Railway en janvier 2009)[1].
- Locomotive électrique classe ED5010 - n°5015 (construite en 1959)[2].
- Automotrice électrique série DeHa1 - Voiture DeHa5 (construite en 1924)[2].
- Cabine d'une automotrice électrique série 1720 "DRC" (construite en 1960)[2].
- Automotrice électrique série 5700  - Voiture MoHa5701 (construite en 1951, arrivée au musée en janvier 2009)[1].
- Tramway de Nikkō série 200 - n°203 (construite en 1954)[2].

### Adresse
4-28-16 Higashi-mukōjima, Sumida-ku, Tokyo